# کارخانه مینا کاری اسکار شیندلر

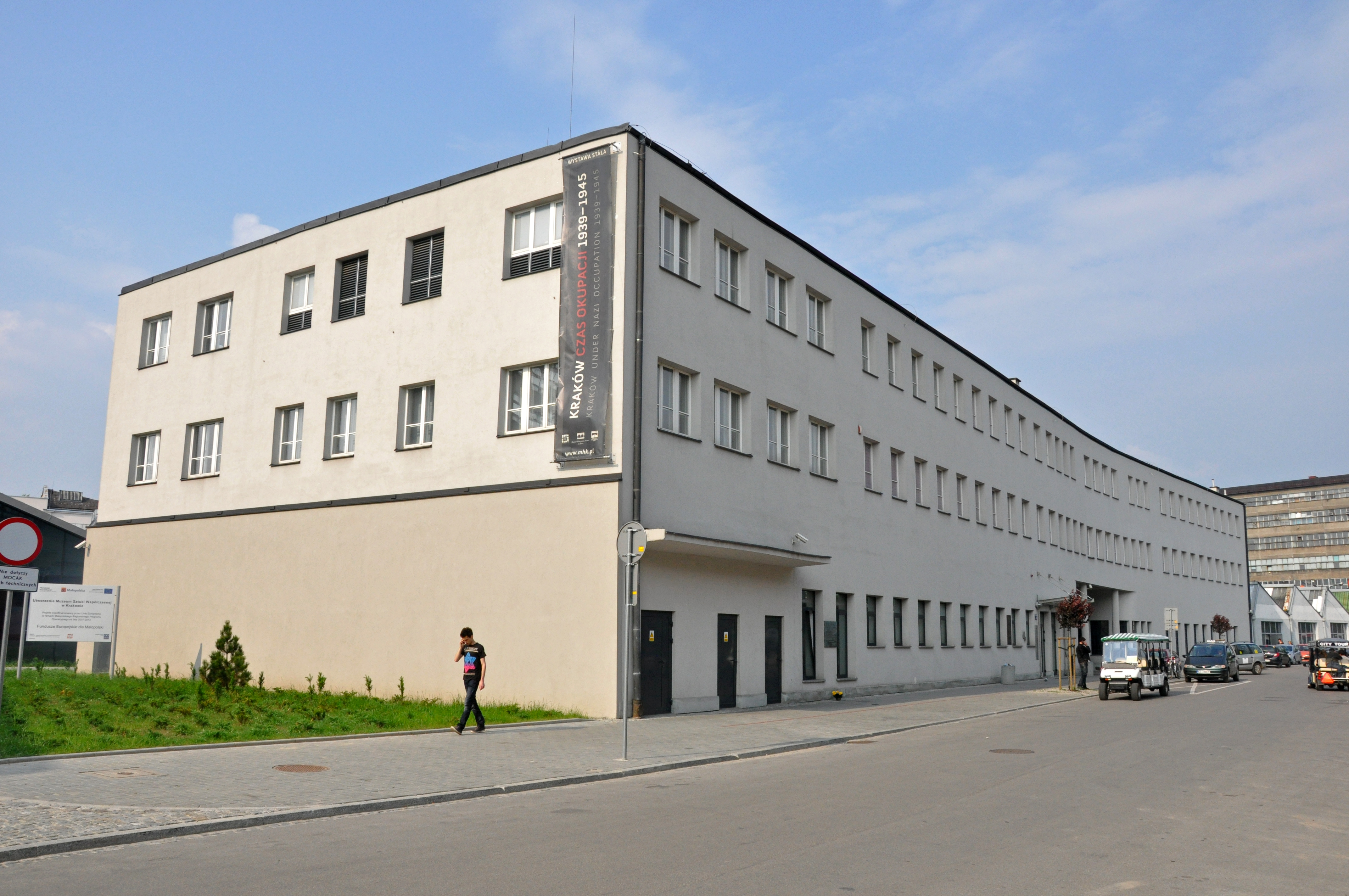
کارخانه مینا کاری اسکار شیندلر

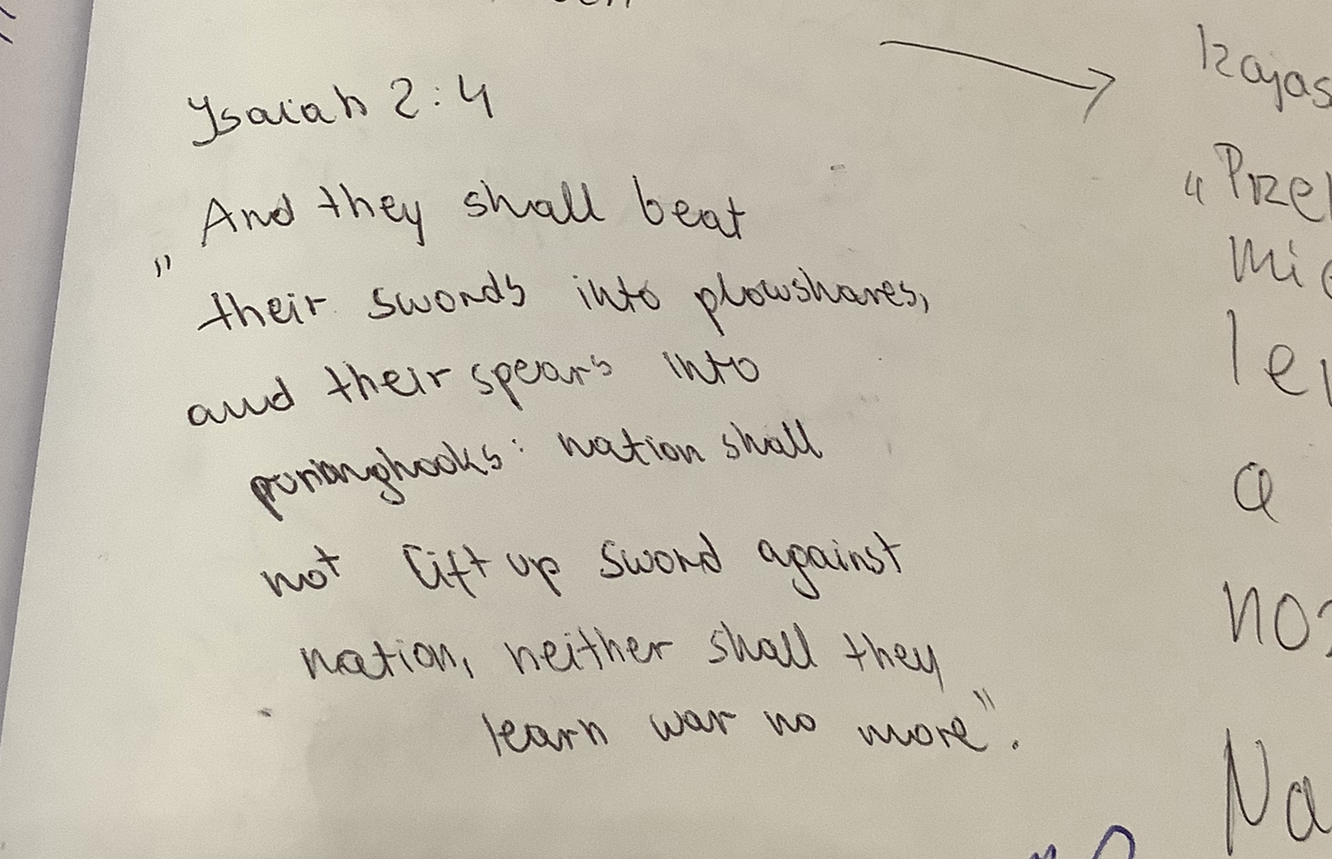
دفتر مهمانان. آن‌ها از شمشیرهای خود گاوآهن و از نیزه‌های خود ابزار باغبانی خواهند ساخت. ‏ ملتی به روی ملتِ دیگر شمشیر نخواهد کشید، ‏ و آن‌ها دیگر جنگیدن را یاد نخواهند گرفت

این یک کارخانه سابق مواد فلزی در کراکوف است. در حال حاضر، دو موزه را در خود جای داده است: موزه هنرهای معاصر در کراکوف، در کارگاه‌های قبلی، و شعبه‌ای از موزه تاریخی شهر کراکوف، واقع در ساختمان اداری کارخانه سابق میناکاری Deutsche Emailwarenfabrik DEF اثر اسکار شیندلر، که دیده می‌شود. در فیلم فهرست شیندلر DEF Junction اولین کارخانه میناکاری و فلزکاری، یک شرکت با مسئولیت محدود بود که در مارس ۱۹۳۷ تأسیس شد.
در سال ۲۰۰۷ تصمیم گرفته شد که ساختمان اداری کارخانه بشقاب مینای سابق به موزه تاریخی شهر کراکوف که از یک تیر ساخته شده بود، منتقل شود. Lipowa 4 در کراکوف، شعبه ای برای ایجاد یک نمایشگاه دائمی مستند دوره اشغال شهر توسط آلمان ۱۹۳۹–۱۹۴۵. نمایشگاه دائمی در مورد این موضوع ارائه شده در شعبه با عنوان کراکوف - دوره کار ۱۹۳۹–۱۹۴۵ است. هدف موزه نشان دادن تاریخچه کارخانه در ul. لیپووا در زمینه تاریخی گسترده‌تر. ۴۵ اتاق نمایشگاه کراکوف و ساکنان آن را در طول جنگ جهانی دوم نشان می‌دهد. این نمایشگاه به چند بخش تقسیم شده است که به موضوعات خاصی اختصاص دارد: جنگ ۱۹۳۹، نقش کراکوف به عنوان مرکز قدرت دولت عمومی، زندگی روزمره ساکنان، سرنوشت یهودیان کراکوف، منطقه مخفی، و همچنین تاریخ کارگران کارخانه و داستان خود اسکار شیندلر. نمایشگاه‌های موزه با عکس‌های غنی و اسناد آرشیوی جمع‌آوری شده از لهستان و خارج از کشور تکمیل می‌شود. این شعبه به‌طور رسمی در ۱۰ ژوئن ۲۰۱۰ افتتاح شد.
موزه هنرهای مدرن نیز در ساختمان کارخانه شیندلر ساخته شد.